# Powiat de Biłgoraj
Pour les articles homonymes, voir Biłgoraj (homonymie).
Le powiat de Biłgoraj (polonais : powiat Biłgoraj) est un powiat (district) de la voïvodie de Lublin, dans le sud-est de la Pologne.
Il est né le 1er janvier 1999, à la suite des réformes polonaises de gouvernement local passées en 1998. 
Le siège administratif du powiat est la ville de Biłgoraj, située à environ 79 kilomètres de Lublin (capitale de la voïvodie). Il y a trois autres villes dans le powiat: Tarnogród qui se trouve à 21 kilomètres au sud de Biłgoraj, Józefów qui se trouve à 24 kilomètres à l'est de Biłgoraj, et la ville de Frampol qui se trouve 16 kilomètres au nord de Biłgoraj.
Le district couvre une superficie de 1 677,79 kilomètres carrés. En 2006, sa population totale est de 104 267 habitants, avec une population pour la ville de Biłgoraj  de 27 225 habitants, pour la ville de Tarnogród de 3 372 habitants, pour la ville de Józefów de 2 450 habitants, pour la ville de Frampol de 1 415 habitants et une population rurale de 69 805 habitants.

## Division administrative

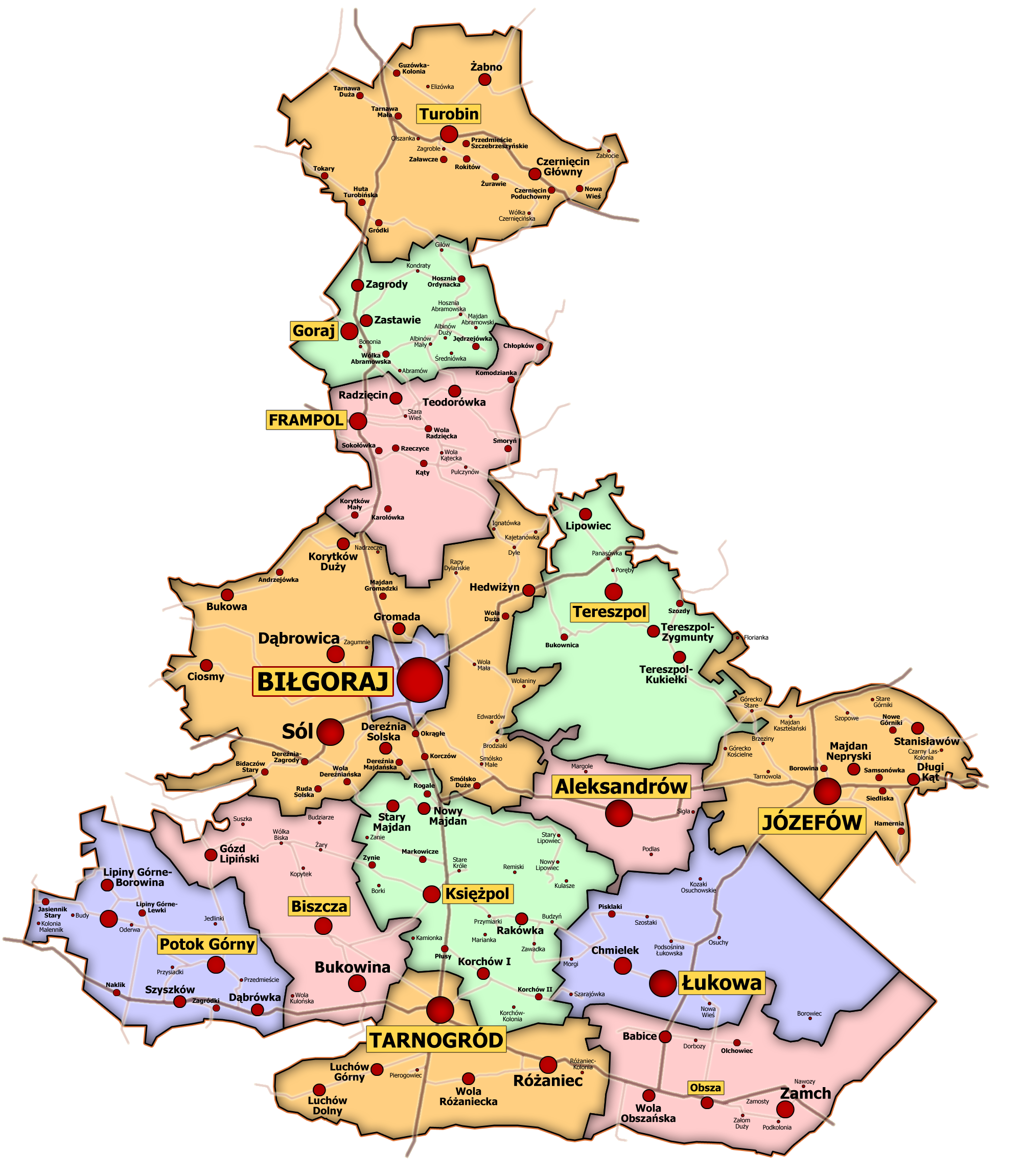
Division du powiat

Le district est subdivisé en 14 gminy (communes) (1 urbaine, 3 mixtes et 10 rurales) :
- Commune urbaine : Biłgoraj
- Communes mixtes : Frampol, Józefów, Tarnogród
- Communes rurales : Aleksandrów, Biłgoraj, Biszcza, Goraj,  Księżpol, Łukowa, Obsza, Potok Górny, Tereszpol, Turobin

Celles-ci sont inscrites dans le tableau suivant, dans l'ordre décroissant de la population.
| Gmina                                                   | Type         | Supérficie (km²) | Population (2008) | Chef-lieu   |
| Biłgoraj                                                | urbain       | 21,1             | 27 225            |             |
| Gmina Biłgoraj                                          | rural        | 262,6            | 12 541            | Biłgoraj *  |
| Gmina Józefów                                           | urbain-rural | 126,5            | 7 266             | Józefów     |
| Gmina Turobin                                           | rural        | 162,2            | 6 949             | Turobin     |
| Gmina Tarnogród                                         | urbain-rural | 114,3            | 6 860             | Tarnogród   |
| Gmina Księżpol                                          | rural        | 141,3            | 6 804             | Księżpol    |
| Gmina Frampol                                           | urbain-rural | 107,6            | 6 502             | Frampol     |
| Gmina Potok Górny                                       | rural        | 111,2            | 5 591             | Potok Górny |
| Gmina Łukowa                                            | rural        | 148,7            | 4 531             | Łukowa      |
| Gmina Goraj                                             | rural        | 67,9             | 4 439             | Goraj       |
| Gmina Obsza                                             | rural        | 113,2            | 4 411             | Obsza       |
| Gmina Tereszpol                                         | rural        | 144,0            | 4 030             | Tereszpol   |
| Gmina Biszcza                                           | rural        | 106,3            | 3 934             | Biszcza     |
| Gmina Aleksandrów                                       | rural        | 54,3             | 3 184             | Aleksandrów |
| * Le siège ne fait pas partie du territoire de la gmina |              |                  |                   |             |

## Chefs-lieux des gminy
Au 1er janvier 2008
| Gmina                                 | Photo du siège | Executifs                                      | Adresse                                                     |
| ------------------------------------- | -------------- | ---------------------------------------------- | ----------------------------------------------------------- |
| Powiat                                |                |                                                |                                                             |
| POWIAT                                |                | Starosta starosta Marian Tokarski              | ul. T. Kościuszki 87 23-400 Biłgoraj tel. 84 688-20-01 www  |
| Gmina miejska (Gmina urbaine)         |                |                                                |                                                             |
| Biłgoraj                              |                | Burmistrz (Bourgmestre) Janusz Zbigniew Rosłan | pl. Wolności 16 23-400 Biłgoraj tel. 84 686-25-11 www       |
| Gminy miejsko-wiejskie (Gminy mixtes) |                |                                                |                                                             |
| Frampol                               |                | Burmistrz (Bourgmestre) Tadeusz Niedźwiecki    | ul. Radzięcka 8 23-440 Frampol tel. 84 685-75-09 www        |
| Józefów                               |                | Burmistrz Roman Antoni Dziura                  | ul. Kościuszki 37 23-460 Józefów tel. 84 687-81-33 www      |
| Tarnogród                             |                | Burmistrz Eugeniusz Stróż                      | ul. Kościuszki 5 23-420 Tarnogród tel. 84 689-71-61 www     |
| Gminy wiejskie (Gminy rurales)        |                |                                                |                                                             |
| Aleksandrów                           |                | Wójt (maire) Józef Henryk Biały                | Aleksandrów II 380 23-408 Aleksandrów tel. 84 687-50-02 www |
| Biłgoraj                              |                | Wójt Wiesław Marian Różyński                   | ul. Kościuszki 88 23-400 Biłgoraj tel. 84 686-15-10 www     |
| Biszcza                               |                | Wójt Zbigniew Pyczko                           | Biszcza 79 23-425 Biszcza tel. 84 685-60-23 www             |
| Goraj                                 |                | Wójt Czesław Małyszek                          | ul. Bednarska 1 23-450 Goraj tel. 84 685-80-02 www          |
| Księżpol                              |                | Wójt Lech Jan Rębacz                           | ul. Biłgorajska 12 23-415 Księżpol tel. 84 687-74-20 www    |
| Łukowa                                |                | Wójt Stanisław Kozyra                          | Łukowa 262 23-412 Łukowa tel. 84 687-40-02 www              |
| Obsza                                 |                | Wójt Kazimierz Paterak                         | Obsza 36 23-413 Obsza tel. 84 689-10-02 www                 |
| Potok Górny                           |                | Wójt Edward Adam Hacia                         | Potok Górny 116 23-423 Potok Górny tel. 84 685-25-18 www    |
| Tereszpol                             |                | Wójt Jan Józef Mielnik                         | ul. Długa 234 23-407 Tereszpol tel. 84 687-60-05 www        |
| Turobin                               |                | Wójt Eugeniusz Krukowski                       | ul. Rynek 4 23-465 Turobin tel. 84 683-33-35 www            |

## Démographie
Données du 30 juin 2005 :
| Description | Total   | Total | Femmes | Femmes | Hommes | Hommes |
| ----------- | ------- | ----- | ------ | ------ | ------ | ------ |
| Unité       | Nombre  | %     | Nombre | %      | Nombre | %      |
| Population  | 104 501 | 100   | 52 872 | 50,59  | 51 629 | 49,41  |
| Urbain      | 34 353  | 32,87 | 17 668 | 16,91  | 16 685 | 15,97  |
| Rural       | 70 148  | 67,13 | 35 204 | 33,69  | 34 944 | 33,44  |

### Population des villes et villages du powiat
Donnée de 2008.
| Population > à 1500: 1. Biłgoraj – 29 800 2. Tarnogród – 3560 3. Aleksandrów – 3135 4. Józefów – 2652 5. Łukowa – 2604 6. Biszcza – 1901 7. Sól – 1708 8. Różaniec – 1556 9. Frampol – 1524 Population de 1000 à 1499: 1. Zamch – 1480 2. Potok Górny – 1341 3. Tereszpol – 1157 4. Chmielek – 1153 5. Księżpol – 1145 6. Lipiny Dolne – 1120 7. Bukowina – 1063 8. Goraj – 1048 9. Turobin – 1036 Population de 750 à 999 : 1. Babice – 966 2. Gromada – 941 3. Tereszpol-Kukiełki – 919 4. Dąbrowica – 877 5. Obsza – 861 6. Wola Różaniecka – 784 7. Tereszpol-Zygmunty – 766 8. Majdan Nepryski – 755 9. Korchów Pierwszy – 750 Population de 500 à 749 : 1. Radzięcin – 746 2. Stary Majdan – 746 3. Gózd Lipiński – 727 4. Zagrody – 692 5. Korytków Duży – 683 6. Stanisławów – 655 7. Bukowa – 652 8. Czernięcin Główny – 638 9. Zastawie – 618 10. Wola Obszańska – 617 11. Hedwiżyn – 616 12. Luchów Górny – 598 13. Nowy Majdan – 593 14. Luchów Dolny – 589 15. Teodorówka – 589 16. Gródki – 579 17. Lipowiec – 570 18. Szyszków – 560 19. Rakówka – 541 20. Żabno – 536 21. Lipiny Górne-Borowina – 532 22. Dereźnia Solska – 526 | Population de 350 à 499 : 1. Długi Kąt – 497 2. Korczów – 493 3. Dąbrówka – 483 4. Dereźnia-Zagrody – 480 5. Smólsko Duże – 478 6. Olchowiec – 461 7. Naklik – 458 8. Płusy – 449 9. Korytków Mały – 427 10. Wólka Abramowska – 402 11. Guzówka-Kolonia – 398 12. Okrągłe – 393 13. Hosznia Ordynacka – 390 14. Rogale – 388 15. Przedm. Szczebrzesz. – 386 16. Wola Dereźniańska – 386 17. Wola Radzięcka – 379 18. Hamernia – 377 19. Ciosmy – 376 20. Tokary – 368 21. Majdan Gromadzki – 365 22. Chłopków – 362 23. Lipiny Górne-Lewki – 358 24. Górniki – 354 Population de 200 à 349 : 1. Jasiennik Stary – 341 2. Górecko Stare – 332 3. Ruda Solska - 330 4. Zagródki – 330 5. Tarnawa Duża – 329 6. Czernięcin Poduchowny – 327 7. Rzeczyce – 325 8. Stary Bidaczów – 324 9. Komodzianka – 322 10. Sokołówka – 309 11. Rokitów – 304 12. Smoryń – 299 13. Żurawie – 284 14. Huta Turobińska – 281 15. Dereźnia Majdańska – 273 16. Kąty – 269 17. Siedliska – 267 18. Korchów Drugi – 266 19. Panasówka – 266 20. Szozdy – 265 21. Markowicze – 258 22. Karolówka – 254 23. Pisklaki – 254 24. Samsonówka – 254 25. Nowa Wieś – 253 26. Tarnawa Mała – 245 27. Zawadka – 236 28. Borowina – 233 29. Bononia – 225 30. Stara Wieś – 220 31. Zynie – 218 32. Załawcze – 215 33. Andrzejówka – 213 34. Przymiarki – 212 35. Jędrzejówka – 210 36. Gilów – 205 37. Kondraty – 204 38. Stary Lipowiec – 200 | Population de 100 à 199 : 1. Bukownica – 198 2. Dorbozy – 198 3. Nadrzecze – 198 4. Olszanka – 192 5. Wólka Czernięcińska – 185 6. Pulczynów – 184 7. Stare Króle – 180 8. Średniówka – 180 9. Smólsko Małe – 176 10. Teodorówka-Kolonia – 171 11. Podsośnina – 169 12. Brzeziny – 168 13. Dyle – 162 14. Wola Mała – 162 15. Jedlinki – 161 16. Majdan Kasztelański – 159 17. Abramów – 157 18. Osuchy – 155 19. Wola Kątecka – 155 20. Teodorówka – 153 21. Nowy Bidaczów – 148 22. Wólka Biska – 144 23. Zagroble – 141 24. Szopowe – 135 25. Tarnowola – 134 26. Kajetanówka – 132 27. Elizówka – 130 28. Nowy Lipowiec – 129 29. Borki – 126 30. Żabno-Kolonia – 114 31. Majdan Abramowski – 113 32. Rapy Dylańskie – 110 33. Budzyń – 109 34. Wola Duża – 106 35. Brodziaki – 101 36. Kolonia Malennik – 100 Population < à 100 : 1. Hosznia Abramowska – 99 2. Gaj Czernięciński – 97 3. Sokołówka-Kolonia – 87 4. Ignatówka – 84 5. Wola Kulońska – 83 6. Szostaki – 80 7. Szarajówka – 74 8. Ruda-Zagrody – 72 9. Tarnawa-Kolonia – 72 10. Zanie – 72 11. Zabłocie – 71 12. Zagumnie – 67 13. Kozaki – 64 14. Albinów Duży – 61 15. Borowiec – 56 16. Kulasze – 53 17. Zagrody Dąbrowickie – 52 18. Budziarze – 46 19. Czarny Las-Kolonia – 45 20. Gliny – 45 21. Górecko Kościelne – 44 22. Pawlichy – 44 23. Edwardów – 42 24. Albinów Mały – 40 25. Żary – 38 26. Cyncynopol – 36 27. Podlas – 34 28. Margole – 23 29. Jachosze – 15 30. Sigła – 15 31. Kamionka – 12 32. Suszka – 11 33. Wolaniny – 11 34. Ratwica – 8 35. Żelebsko – 7 |

En l'absence de données actuelles, la liste ci-dessus ne comprend pas les villages suivants::

Bolesławin, Bukowiec, Cichy, Florianka, Jamieńszczyzna, Kolonia Różaniecka, Kuchy-Kolonia, Marianka, Markowicze-Cegielnia, Pierogowiec, Podlesie, Polesiska, Popówka, Poręby, Różaniec-Szkoła, Telikały et Zagrody.

## Histoire
De 1975 à 1998, les différentes gminy du powiat actuel appartenaient administrativement à la Voïvodie de Zamość.